# La ragazza di Stillwater
La ragazza di Stillwater (Stillwater) è un film del 2021 diretto da Tom McCarthy. 

## Trama
Bill Baker, di professione trivellatore, al momento senza un impiego svolge attività saltuarie nella sua città natale, Stillwater, in Oklahoma. Un giorno parte alla volta di Marsiglia per andare a trovare la figlia Allison, trasferitasi lì per motivi di studio, ma in seguito arrestata con l'accusa di aver ucciso la sua compagna di stanza, con la quale aveva anche una relazione. Durante la visita, la ragazza affida al padre una lettera da consegnare all'avvocato Leparq, in cui spiega che il vero assassino è un ragazzo di nome Akim. L'avvocato però non se la sente di riprendere le indagini basandosi soltanto su delle supposizioni.
Bill, per non ferire la figlia, le riferisce che l'avvocato sta lavorando al caso, e al contempo decide di cercare da solo il ragazzo ma, vista la sua ignoranza della lingua francese, si farà aiutare da Virginie, un'attrice teatrale conosciuta in albergo. Ottenuta una foto di Akim tramite Instagram, Bill va alla sua ricerca fino a quando, una notte, viene aggredito da un gruppo di teppisti. Il capo dei ragazzi interviene a fermare la rissa e, notando la foto che Bill ha con sé, chiede ad un sopraggiunto Akim se abbia qualcosa da confessare, ma il ragazzo nega. Il giorno dopo Bill va in carcere con delle vistose ferite al volto e racconta ciò che è accaduto ad Allison. La ragazza, furiosa, gli urla di non volerlo più vedere.
Quattro mesi dopo Bill lavora come muratore a Marsiglia e vive come inquilino a casa di Virginie, avendo stabilito anche un rapporto profondo con la figlia di lei, Maya. I due, abitando sotto lo stesso tetto, hanno sviluppato affetto reciproco e iniziano una relazione. Nel frattempo Allison ottiene il permesso di uscire dal carcere una volta al mese, e la prima volta passa una piacevole giornata col padre, risanando il loro rapporto, ma la sera stessa Allison tenta il suicidio in carcere. Tempo dopo Bill porta Maya ad una partita dell'Olympique Marsiglia, squadra di cui la bambina è tifosa, e al termine della partita, fra gli spalti, nota proprio Akim. Una volta uscito dallo stadio, lo segue e lo rapisce, legandolo nella cantina del palazzo dove vive. Ottiene così una sua ciocca di capelli utile per il test del DNA propostogli da un detective al quale si era rivolto, ma Akim dice a Bill di aver ucciso Lina (la compagna di Allison) proprio per richiesta della ragazza e di essere stato pagato da lei con una catena d'oro dedicata proprio a Stillwater.
La polizia, di fronte al reperto fornito da Bill, ha dei sospetti sull'uomo e perquisisce la cantina, senza però trovare nessuno. Akim è stato infatti liberato da Virginie, che si era insospettita dopo una visita del detective, e che in seguito intima a Bill di lasciare per sempre la sua casa e la sua vita. Il test ha avuto esito positivo, incastrando Akim, che nel frattempo ha fatto perdere le sue tracce, così Allison viene finalmente rilasciata. Tornati in America però Bill nutre ancora dei dubbi circa la catenina accennata da Akim così chiede ad Allison che, in lacrime, confessa di aver effettivamente pagato Akim affinché si liberasse di Lina, ma, per un errore di traduzione, il ragazzo ha inteso di doverla uccidere. Il mattino dopo padre e figlia, seduti sul portico di casa, riflettono se il paesaggio di fronte a loro sia cambiato o meno.

## Produzione
Il progetto viene annunciato nel luglio 2019, con Tom McCarthy regista e sceneggiatore, e Matt Damon protagonista; pochi giorni dopo si unisce al cast Abigail Breslin.
Le riprese del film sono iniziate nell'agosto 2019 e si sono svolte tra Marsiglia e l'Oklahoma.

## Promozione
Il primo trailer del film è stato diffuso l'11 maggio 2021.

## Distribuzione
La pellicola, inizialmente fissata al 6 novembre 2020, è stata presentata fuori concorso alla 74ª edizione del Festival di Cannes l'8 luglio 2021 e distribuita nelle sale cinematografiche statunitensi a partire dal 30 luglio dello stesso anno, mentre in Italia dal 9 settembre.

## Accoglienza
Dopo la proiezione alla 74ª edizione del Festival di Cannes, il film ha ricevuto una standing ovation di cinque minuti.
Il film ha ricevuto giudizi generalmente positivi anche dalla critica. Il sito Rotten Tomatoes gli assegna un punteggio pari al 74% su un totale di 190 recensioni professionali con un voto medio di 6.60 su 10, riportando nel giudizio generale: «Stillwater non è perfetto, ma il suo approccio ponderato ai temi intelligenti - e le ottime interpretazioni dei suoi protagonisti - conferiscono a questo dramma tempestivo un potere in costante crescita».